# Chrosiothes fulvus
Chrosiothes fulvus là một loài nhện trong họ Theridiidae.
Loài này thuộc chi Chrosiothes. Chrosiothes fulvus được miêu tả năm 2000 bởi Yoshida, Tso & Severinghaus.